# Бєговатово (Вознесенський район)
Бєговатово (рос. Беговатово) — присілок в Вознесенському районі Нижньогородської області Російської Федерації.
Населення становить 39 осіб. Входить до складу муніципального утворення Кріушинська сільрада.

## Історія
Від 2004 року входить до складу муніципального утворення Кріушинська сільрада.

## Населення
| 1999 | 2002 | 2010 |
| ---- | ---- | ---- |
| 61   | ↘46  | ↘39  |